# Toni Kroos
Toni Kroos (pronunciación en alemán: /ˈtoːniː ˈkʁoːs/; Greifswald, 4 de enero de 1990) es un exfutbolista alemán. Jugó en la posición de centrocampista desarrollando gran parte de su carrera en el Bayern de Múnich, el Real Madrid C. F. y en la selección de Alemania, siendo considerado uno de los jugadores más destacados de su generación y es uno de los más laureados en la historia del fútbol.
Sus mayores logros con la selección de Alemania fueron las semifinales de la Copa Mundial de 2010 y de la Eurocopa 2012, antes de conquistar la Copa Mundial de 2014 tras vencer a Argentina por 1-0. Colaboró con dos goles, ambos en la semifinal, y cuatro asistencias en el torneo, ayudando a que su selección se convirtiera en la primera europea en ser campeona en suelo americano. En la Eurocopa 2016, fue seleccionado para el Equipo del Torneo. Antes, con la selección de Alemania sub-17 fue galardonado con el Balón de Oro y la Bota de Bronce de la Copa Mundial Sub-17 de 2007 celebrado en Corea del Sur, donde finalizó en el tercer puesto.
Actualmente es el máximo ganador de la Copa Mundial de Clubes de la FIFAcon seis títulos y también de la  Liga de Campeones de la UEFA también con seis títulos, junto a Paco Gento, Nacho Fernández, Dani Carvajal y Luka Modrić.
El 21 de mayo de 2024, anunció que no renovaría su contrato con el Real Madrid C. F. y pondría fin a su carrera en el fútbol profesional al finalizar su participación en la Eurocopa del mismo año, disputó su último partido el 5 de julio de 2024 donde Alemania cayó eliminada en cuartos de final ante España tras un gol de Mikel Merino en el minuto 14 del segundo tiempo de la prórroga.
Es uno de los cinco futbolistas con más títulos internacionales en la historia del fútbol, con 18 títulos internacionales de 34 títulos oficiales.

## Trayectoria
Nacido en Greifswald (Alemania), tuvo sus inicios en su localidad natal jugando para el Greifswalder Sport-Club, club en el que su padre comenzó a entrenar en su academia formativa. Permaneció allí hasta que fue transferido brevemente al equipo juvenil de Fußballclub Hansa Rostock antes de recalar en el año 2006 y con apenas 16 años en las categorías inferiores del Bayern de Múnich.
Ascendió al primer equipo filial, con quien disputó la Regionalliga Süd, cuarta división del fútbol alemán y donde militan los equipos reservas de los grandes clubes profesionales del país. Alternando sus participaciones con unas primeras apariciones en primer equipo terminó la temporada con siete goles en veintidós enfrentamientos, siendo una de las grandes promesas de la cantera bávara.
Para la temporada 2007-08, a la edad de 17 años, Kroos fue ascendido al primer equipo tras disputar la Copa Mundial Sub-17 de Corea. Sus actuaciones fueron evaluadas por Gerd Müller y Franz Beckenbauer, quienes decidieron llevarlo al primer equipo. Terminó el torneo siendo bota de bronce con cinco goles y balón de oro como mejor jugador. Hizo un gran comienzo como profesional en su debut en la Bundesliga, siendo en la fecha el jugador más joven en debutar para los bávaros el 26 de septiembre de 2007 en una victoria por 5-0 ante el Energie Cottbus y dar dos asistencias en 18 minutos. En el momento de su debut tenía 17 años, ocho meses y dos días de edad; un récord roto posteriormente por David Alaba en 2010.
El 25 de octubre, Kroos tuvo una gran actuación ante el Estrella Roja de Belgrado en su debut en la Liga Europa, al entrar como sustituto en el minuto 81 y proporcionar una asistencia de gol a Miroslav Klose y luego anotar el gol de la victoria, su primero para el club, en el tiempo de descuento. Estrenó titularidad en una derrota por 3-1 ante el VfB Stuttgart.
Kroos terminó su primera temporada con 20 partidos con el Bayern, incluyendo seis como titular. También anotó tres goles en 12 partidos con el Bayern de Múnich II en la Liga Regional Süd.
A pesar de haber sido convocado para comenzar en el primer partido de la Bundesliga del Bayern ante el Hamburger SV, Kroos apareció con menos frecuencia para el primer equipo durante la primera mitad de la temporada 2008-09. Sin embargo, el 5 de noviembre de 2008, hizo su debut en la Liga de Campeones como suplente en el minuto 79 ante la ACF Fiorentina en la cuarta jornada de la fase de grupos.

### Bayer Leverkusen
El 31 de enero de 2009, el Bayern confirmó la cesión de Kroos al Bayer 04 Leverkusen por 18 meses, hasta el final de la temporada 2009-10 para ganar experiencia en la máxima categoría. El 28 de febrero de 2009, Kroos hizo su primera aparición con el Bayer Leverkusen como sustituto en la derrota por 1-0 ante el Hannover 96. El 18 de abril de 2009, marcó su primer gol en la Bundesliga en la derrota por 2-1 ante el VfL Wolfsburgo. El 30 de mayo, Kroos apareció como suplente en la final de la DFB Pokal de ese año ante el Werder Bremen, donde el Leverkusen cayó por 1-0 con un gol de Mesut Özil. Durante la temporada 2008-09, Kroos hizo 13 apariciones para el Leverkusen entre todas las competiciones, anotando un gol.
Kroos se estableció como un habitual en el equipo de Leverkusen en la temporada 2009-10, apareciendo en todos los partidos de la Bundesliga excepto en uno por acumulación de tarjetas. Entre las jornadas 16 y 20, Kroos anotó cinco goles y dio cuatro asistencias en cinco partidos de la Bundesliga, lo que le valió ser elegido como "jugador del mes" para diciembre de 2009 y enero de 2010.[cita requerida]
Terminó la temporada con nueve goles y 12 asistencias en 33 partidos.

### Bayern de Múnich
En el verano de 2010, al término de su préstamo en el Bayer Leverkusen, Kroos volvió ya más rodado al F. C. Bayern. Cuando se le preguntó acerca de sus primeras horas con el Bayern, subcampeón en la Liga de Campeones de la temporada anterior, Kroos declaró: "Quiero jugar lo antes posible".
El 16 de agosto de 2010, comenzó de titular contra el TSV Germania Windeck en la primera ronda de la Copa de Alemania, anotando el tercer gol en la victoria por 4-0. El 29 de octubre de 2010, marcó su primer gol en la liga para el club, en la victoria por 4-1 para los bávaros contra el Sport-Club Freiburg. Durante la temporada 2010-11, Kroos fue titular habitual con el Bayern en la Bundesliga, Copa de Alemania y Liga de Campeones. Terminó la temporada con 37 partidos en todas las competiciones.
Durante la campaña 2011-12, bajo las órdenes de Jupp Heynckes, su exentrenador en el Leverkusen, Kroos se estableció como un jugador de primera elección para el Bayern, formando una sólida alianza centro del campo con su colega de la selección Bastian Schweinsteiger. Jugó 51 partidos en todas las competiciones durante la temporada, incluyendo la final de la Liga de Campeones de la UEFA 2011-12, donde el Bayern fue derrotado en los penaltis ante el Chelsea Football Club en el Allianz Arena.
Kroos fue un miembro importante del equipo del triplete del Bayern en la temporada 2012-13. Como el miembro más avanzado de un centro del campo en el que también estaban Schweinsteiger y Javi Martínez, Kroos marcó tres goles en cuatro partidos de la Bundesliga en la apertura del año. Él también anotó su primer gol en la Liga de Campeones en el partido de apertura del grupo del Bayern contra el Valencia Club de Fútbol. Después de sufrir una lesión en el partido de ida de los cuartos de final de la Liga de Campeones ante la Juventus Football Club, Kroos no estaba disponible para el resto de la temporada, por lo que se perdió los éxitos del Bayern en la final de la Liga de Campeones, la final de la Copa de Alemania y los últimos siete partidos de la temporada de la Bundesliga que también ganó.
Kroos volvió a la competición para el inicio de la temporada 2013-14 y, el 4 de octubre de 2013, marcó su primer gol de la temporada en el empate 1-1 contra su antiguo club, el Bayer Leverkusen en la Bundesliga. El 21 de diciembre de 2013, fue titular en la final del Mundial de Clubes 2013 en la que el equipo venció a Raja Club Athletic por 2-0.
El 19 de febrero de 2014, Kroos marcó su segundo gol de la temporada en la victoria por 2-0 en la Liga de Campeones contra el Arsenal Football Club. El 25 de marzo, anotó en la victoria por 3-1 sobre el Hertha Berliner Sport-Club en la que el equipo se confirmó como nuevo campeón de la Bundesliga, esta vez a las órdenes de Pep Guardiola.

### Sus años dorados en Madrid

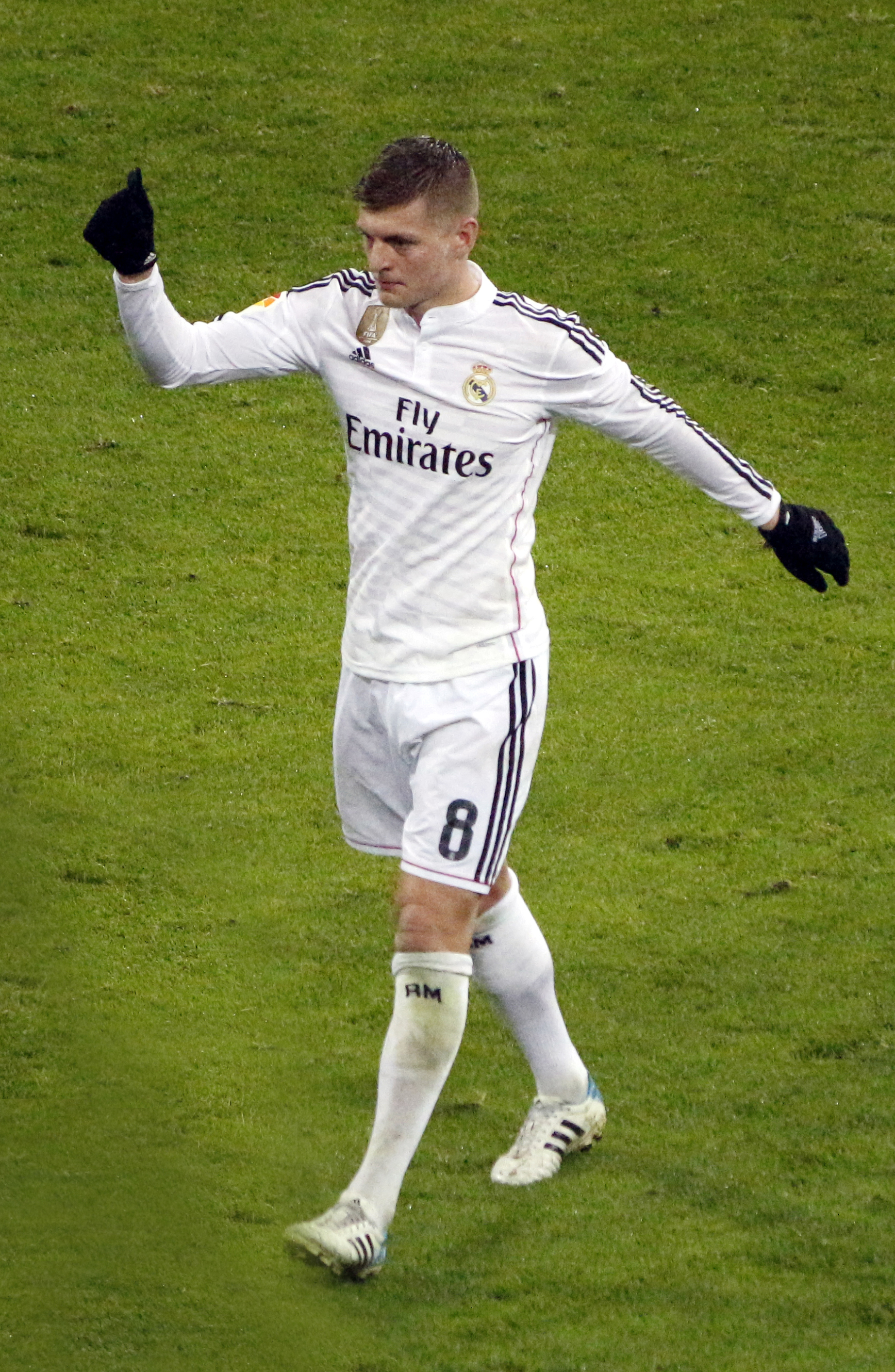
Toni Kroos con el Real Madrid.

El 17 de julio de 2014 se hizo oficial su fichaje por el Real Madrid Club de Fútbol con un contrato hasta el año 2020. En 2014, el jugador reveló que estaba acordado con el Manchester United y su entonces entrenador, David Moyes, pero el fichaje de Louis van Gaal complicó el acuerdo. Después de que Carlo Ancelotti contactara directamente con el jugador, Kroos prefirió fichar por el Real Madrid Club de Fútbol.
Su debut oficial se produjo el 12 de agosto en la Supercopa de Europa, jugando todo el encuentro que finalizó con victoria madridista por 2-0 ante el Sevilla Fútbol Club, conquistando así su primer título en España. Con su incorporación se convirtió en el noveno alemán en fichar por los madrileños tras Günter Netzer, Paul Breitner, Uli Stielike, Bernd Schuster, Bodo Illgner, Christoph Metzelder, Mesut Özil y Sami Khedira. Con el paso de los años se convirtió en el primer alemán con más partidos disputados del club y séptimo entre todos los extranjeros, además de ser señalado por medios y especialistas deportivos como el mejor futbolista teutón de su historia.
Ya en sus primeros meses en el club bajo órdenes de Carlo Ancelotti se mostró como uno de los futbolistas más en forma del mundo recibiendo numerosos elogios por su alto rendimiento. El jugador fue uno de los hombres clave en el sistema de juego del equipo, y ayudó a que firmase una racha de veintidós victorias consecutivas en todas las competiciones, a una de igualar el récord mundial. El esfuerzo y las pocas rotaciones diezmaron el rendimiento tanto del equipo como del jugador haciéndose notable desde enero de 2015, y causando que el equipo no fuese capaz de ganar ya ningún título hasta fin de temporada pese a que los tenía todos al alcance.
Terminó su primera temporada con 2 goles y 15 asistencias en 55 partidos jugados, y dio más de 2300 pases con una efectividad superior al 90% reafirmándose en su primera temporada en España como uno de los mejores centrocampistas del continente.
La llegada al club del nuevo entrenador Rafa Benítez varió la posición del alemán en el terreno de juego. Tras haberse desempeñado en su rol natural de donde venía jugando en Alemania, el entrenador español le colocó como centrocampista de contención, o de corte algo más defensivo junto a Luka Modrić, aceptando su nuevo rol provocado también por la variación en la nueva disposición táctica del equipo. Pese a no contar con llegada a portería y goles, algo que le caracterizó en su etapa desde juvenil, el jugador supo adaptarse perfectamente a la variación y continuó jugando con destacadas actuaciones tras la costosa aclimatación a su nuevo puesto.
Debutó en la nueva temporada el 23 de agosto con un empate a cero goles contra el Real Sporting de Gijón. El irregular comienzo del equipo, con fallos en partidos clave del campeonato avocaron en la destitución de Benítez y que no pudieran disputar el título de liga pese a cerrar el campeonato con una racha de doce victorias consecutivas logradas junto a Zinedine Zidane. Pese a ello, su segundo año se cerró con la undécima Copa de Europa del club tras vencer 5-3 en la tanda de penaltis (1-1 en el partido) al Atlético de Madrid en la final de la Liga de Campeones de Milán disputada en San Siro. El año de Kroos fue de menos a más, junto al equipo, y coincidiendo con la reestructuración táctica de Zidane al mismo dibujo utilizado por Ancelotti, con Kroos adelantado y protegido defensivamente por Carlos Casemiro. Desde entonces, el alemán fue señalado junto a Casemiro y Modrić como uno de los mejores centros del campo de los últimos años, y principal equilibrio del equipo.
Fruto de la asociación y al alto acierto ofensivo del equipo, comandado por Cristiano Ronaldo, los dos años siguientes lograron repetir conquista en la Liga de Campeones, obteniendo el duodécimo título madridista tras derrotar 4-1 a la Juventus Football Club en la final del Millennium Stadium de Cardiff, y el decimotercero tras la victoria por 3-1 ante el Liverpool Football Club en Kiev. El trío fue la piedra angular en la que se sustentó el equipo, y fue parte responsable de que el club firmase en esos años una nueva época dorada en su historia a nivel deportivo tras la acontecida con el «Madrid de Di Stéfano», y logró tres títulos continentales seguidos, cuatro en cinco años, que junto al resto de competiciones supusieron un total de nueve títulos en apenas dos años.
El buen momento deportivo del equipo se vio sin embargo detenido con el curso 2018-19, y las salidas tanto de Cristiano Ronaldo como de Zidane —quien dimitió de su cargo— provocaron el cierre de la segunda mejor etapa deportiva del club y que completara uno de sus peores años. Pesa a lograr vencer su séptimo Mundial de Clubes, cerró la temporada con una semana aciaga en la que perdió tres partidos en su feudo que le privó de la lucha de los tres títulos aún en liza, la copa, la Liga de Campeones —donde además cosechó su peor derrota como local—, y la liga —finalizada con 18 derrotas—, el peor registro en los últimos veinte años. Varios jugadores fueron criticados por su mala temporada, entre los que estuvo Kroos al ser el referente en la construcción del juego, escenificado y señalado junto al trío medular que conforma.
En septiembre de 2019 merced a la vuelta de Zidane y la respuesta del equipo en el apartado defensivo, Kroos pudo liberarse de esas tareas y recuperar presencia ofensiva en el equipo —que minimizó en su llegada a España— para ser uno de los jugadores clave en el ataque del equipo. Una nueva reestructuración táctica en la que fue parte activa la inclusión del joven Fede Valverde acentuó su patente mejoría respecto a la temporada anterior y le permitió recuperar su gran momento, el cual quedó reflejado por la empresa de análisis en rendimiento deportivo y scouting InStat. Esta le señaló como el segundo mejor mediocentro ofensivo en España en relación con sus aportaciones en los minutos disputados durante la temporada, por detrás de Martin Ødegaard, donde sus compañeros Modrić y Valverde también fueron calificados dentro de los diez mejores en su puesto. Tras un nuevo título de la Supercopa de España, el equipo se situó como líder del campeonato.
Tras la reanudación del campeonato por su suspensión temporal debido a una pandemia global vírica, y tras la pérdida momentánea del liderato, el equipo encadenó una nueva racha de diez victorias en los partidos que le quedaban por disputar y logró finalizar como campeón.
En 2024 anunció su retirada después de la Eurocopa. En ese año ganó la Supercopa de España, Liga y Liga de Campeones, la sexta en su palmarés personal, empatando a Paco Gento y alcanzando ese récord junto a Luka Modrić, Dani Carvajal y Nacho Fernández.

## Selección nacional

### Categorías inferiores
Debutó en la selección sub-17 en competición oficial UEFA el 14 de octubre de 2005 cuando se enfrentó al combinado de las Islas Feroe en la victoria de su equipo por 4-0. Tras lograr la clasificación, jugó el Europeo Sub-17 de 2006 en el que anotó un gol en los cinco encuentros disputados. Pese a fallar el último lanzamiento de su equipo en la tanda de penaltis que decidió el tercer puesto del campeonato, Kroos fue galardonado con el Balón de Oro del torneo.
Al año siguiente volvió a disputar el campeonato, celebrado esta vez en Bélgica. Anotó tres goles en cuatro partidos que le valieron para obtener la Bota de Oro y un quinto puesto final, confirmándose como una de las grandes promesas del fútbol europeo.
Posteriormente, y tras haber destacado en los europeos, le llegó el turno de disputar una Copa del Mundo. Ésta fue la celebrada en Corea en 2007 en la misma categoría sub-17. Su selección cayó en el partido de semifinales frente a la posterior subcampeona selección nigeriana por un resultado de 3-1, siendo el gol alemán marcado por Kroos. Al finalizar este evento, en el que finalizó tercero, Kroos fue nombrado nuevamente como Balón de Oro y Bota de Bronce del torneo, tras anotar cinco goles en seis partidos.
Tras una gran carrera en la sub-17, en la que sin embargo se le resistió un título, disputó varios encuentros con la sub-19 antes de llegar a formar parte de la selección sub-21. En ella, fue un fijo en las convocatorias, disputando varios partidos de clasificación para la Eurocopa Sub-21 de 2009 que tuvo lugar en Suecia. Sin embargo, y ante el asombro de prensa y aficionados, el entrenador Horst Hrubesch decidió no convocarle para la fase final del torneo por entender que en su club desempeñaba una posición que no encontraba en el seleccionado. Así las cosas, su selección consiguió proclamarse vencedora del torneo sin él. Tras el mismo, disputó algunos partidos más antes de pasar a formar parte de la selección absoluta.

### Selección absoluta

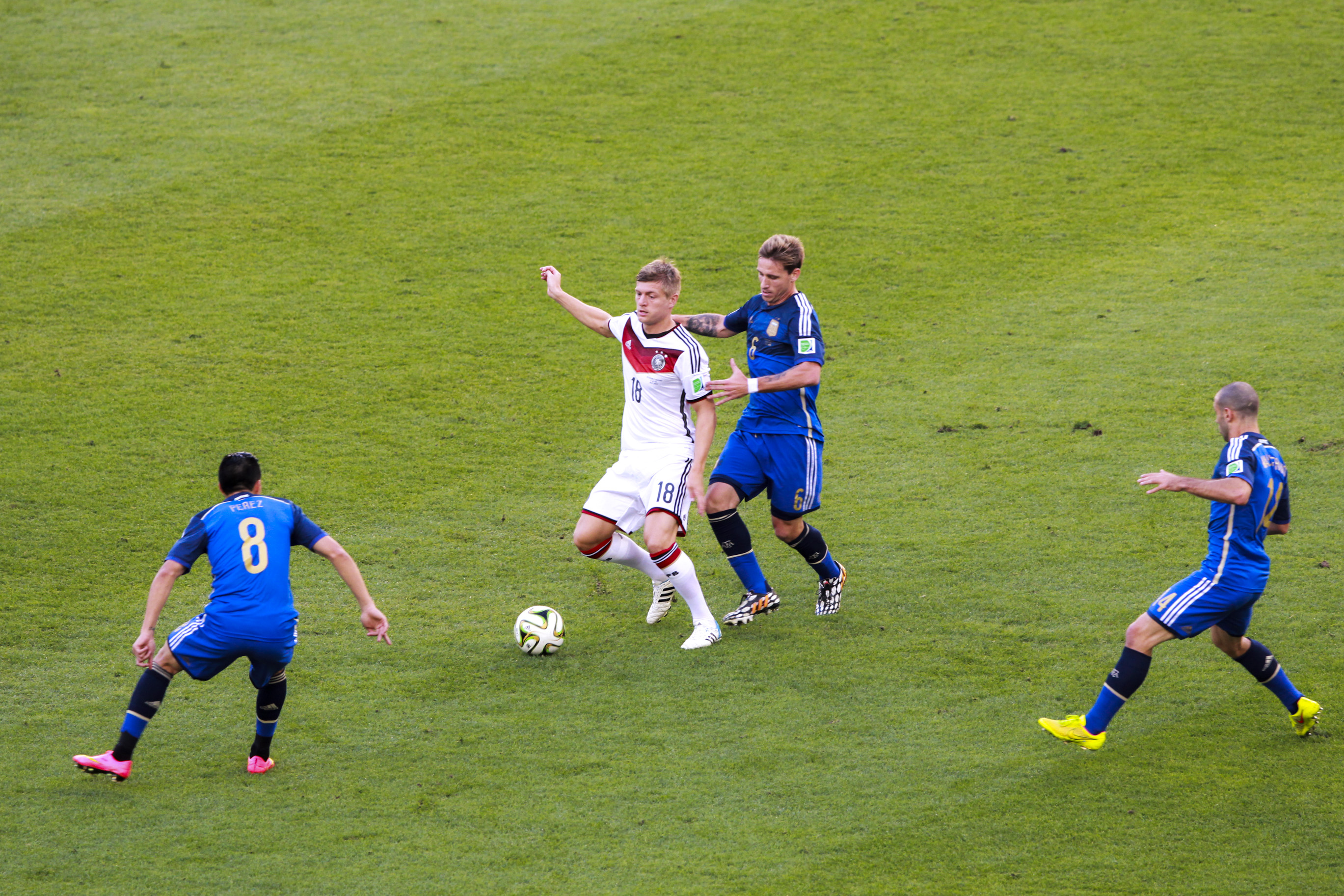
Toni Kroos disputando la Final de la Copa Mundial de Fútbol de 2014.

Con apenas veinte años se convirtió en internacional absoluto con la selección alemana. Su debut se produjo el 3 de marzo de 2010 en un partido frente a la selección argentina, disputando los últimos 23 minutos del encuentro. Sus buenas actuaciones le convirtieron en un jugador habitual en las convocatorias del combinado, y para finales de ese año comenzaba a tener sus primeras alineaciones como titular.
Antes, fue uno de los integrantes que acudieron a defender a Alemania en la Copa Mundial de 2010 celebrado en Sudáfrica. En la cita el jugador disputó un total de cuatro partidos, finalizando en el tercer puesto de la competición. Misma cantidad de partidos fueron los que disputó en la siguiente gran cita futbolística de selecciones, la Eurocopa 2012. En ella, de nuevo, volvió a quedarse cerca de conseguir un título con su país al ser eliminado en las semifinales por la selección italiana. Sin embargo, la situación cambiaría al fin para el siguiente evento.

#### Campeón del mundo
El 8 de mayo de 2014 Kroos fue incluido en la lista preliminar de 30 jugadores de Joachim Löw con miras a la fase final de la Copa Mundial de 2014 de Brasil, convocatoria que fue semanas después ratificada, para pasar a formar parte de los 23 jugadores finales que representaron a Alemania en el país «carioca».
Durante el torneo fue uno de los jugadores más importantes para que el equipo alemán consiguiera el tetracampeonato, siendo parte del once inicial del equipo en todos los partidos. Destacando principalmente con su participación en el partido de semifinales contra la selección brasileña, en el cual, además de dar la asistencia del primer gol alemán también rompería el récord del "Doblete más rápido en la historia de los mundiales", anotando dos goles en 69 segundos. Dicho partido, llevado a cabo en el Estadio Mineirão fue el único en el que consiguió marcar, terminando su participación venciendo el título contra la selección argentina y habiendo disputado siete partidos con un balance de dos goles y cuatro asistencias, siendo ya titular indiscutible en la selección teutona. El jugador lograba así su primer título como internacional a nivel de selecciones, el más importante en el mundo del fútbol, convirtiéndose en el primer y único futbolista en lograrlo habiendo nacido en la parte oriental de Alemania, cuando esta aún constituía la desaparecida República Democrática Alemana.[cita requerida]
Toni Kroos junto a su compatriota Sami Khedira, se consagraron en 2014 bicampeones mundiales (a nivel de selecciones y a nivel de clubes). La primera fue jugando para Alemania en la Copa Mundial de 2014 al derrotar a Argentina por 1–0 en la final, y la segunda fue con el Real Madrid C. F. en el Mundial de Clubes 2014, al derrotar a San Lorenzo de Almagro por 2–0 en la final.
El 4 de junio de 2018 el seleccionador Joachim Löw lo incluyó en la lista de 23 para la Copa Mundial de 2018.
Alemania tuvo una actuación por debajo de lo esperado en la Copa Mundial de Fútbol de 2018 disputada en Rusia, quedando eliminada en la primera fase.
En 2018 se convirtió en el jugador del año de Alemania, en el cual le dieron un reconocimiento por su actuación durante el año en el que ganó la Liga de Campeones con el Real Madrid, siendo esta la tercera consecutiva con el club, y de ser el primer jugador en ganar 5 Mundiales de Clubes, además de anotar un gol en el Mundial contra Suecia dándole la victoria a Alemania.
En ese mismo año se logró consagrar entre los mejores 50 jugadores de la historia de Alemania, siendo así uno de los jugadores referentes de la actualidad.
El 13 de octubre de 2020, tras participar en el encuentro de la Liga de Naciones de la UEFA 2020-21 ante Suiza, llegó a las 100 internacionalidades con la absoluta.
El 2 de julio de 2021, Kroos anunció mediante una carta de despedida, su retiro de la selección absoluta.

#### Regreso del retiro
El 22 de febrero de 2024 confirmó su vuelta a la selección para los partidos preparatorios de la Eurocopa 2024 que se celebraría en su país natal.

#### Participaciones en fases finales
| Mundial                    | Sede              | Resultado        | Partidos | Goles | Asistencias |
| -------------------------- | ----------------- | ---------------- | -------- | ----- | ----------- |
| Copa Mundial 2007 (sub-17) | Corea del Sur     | Tercer lugar     | 6        | 5     | 5           |
| Copa Mundial 2010          | Sudáfrica         | Tercer lugar     | 4        | –     | –           |
| Eurocopa 2012              | Polonia y Ucrania | Semifinal        | 4        | –     | –           |
| Copa Mundial 2014          | Brasil            | Campeón          | 7        | 2     | 4           |
| Eurocopa 2016              | Francia           | Semifinal        | 6        | –     | 1           |
| Copa Mundial 2018          | Rusia             | Primera fase     | 3        | 1     | –           |
| Eurocopa 2020              | Europa            | Octavos de final | 4        | –     | –           |
| Eurocopa 2024              | Alemania          | Cuartos de final | 5        | –     | –           |

## Retiro
El 21 de mayo de 2024 a través de redes sociales el Real Madrid C. F. y el jugador alemán dieron a conocer que no renovará su contrato con el club, y pondrá fin a su carrera como futbolista profesional al finalizar la Eurocopa del mismo año, tras 17 años de trayectoria.

## Estadísticas

### Clubes
Datos actualizados a fin de carrera deportiva.
| Club                           | Div.          | Temporada     | Liga  | Liga  | Liga   | Copas nacionales | Copas nacionales | Copas nacionales | Copas internacionales | Copas internacionales | Copas internacionales | Total | Total | Total  |
| Club                           | Div.          | Temporada     | Part. | Goles | Asist. | Part.            | Goles            | Asist.           | Part.                 | Goles                 | Asist.                | Part. | Goles | Asist. |
| ------------------------------ | ------------- | ------------- | ----- | ----- | ------ | ---------------- | ---------------- | ---------------- | --------------------- | --------------------- | --------------------- | ----- | ----- | ------ |
| Bayern de Múnich II · Alemania | 4.ª           | 2007-08       | 12    | 3     | 0      | —                | —                | —                | —                     | —                     | —                     | 12    | 3     | 0      |
| Bayern de Múnich II · Alemania | 3.ª           | 2008-09       | 1     | 1     | 0      | —                | —                | —                | —                     | —                     | —                     | 1     | 1     | 0      |
| Bayern de Múnich II · Alemania | Total club    | Total club    | 13    | 4     | 0      | 0                | 0                | 0                | 0                     | 0                     | 0                     | 13    | 4     | 0      |
| Bayern de Múnich · Alemania    | 1.ª           | 2007-08       | 12    | 0     | 2      | 2                | 0                | 0                | 6                     | 1                     | 3                     | 20    | 1     | 5      |
| Bayern de Múnich · Alemania    | 1.ª           | 2008-09       | 7     | 0     | 0      | 2                | 1                | 1                | 1                     | 0                     | 0                     | 10    | 1     | 1      |
| Bayer Leverkusen · Alemania    | 1.ª           | 2008-09       | 10    | 1     | 1      | 3                | 0                | 0                | —                     | —                     | —                     | 13    | 1     | 1      |
| Bayer Leverkusen · Alemania    | 1.ª           | 2009-10       | 33    | 9     | 12     | 2                | 0                | 0                | —                     | —                     | —                     | 35    | 9     | 12     |
| Bayer Leverkusen · Alemania    | Total club    | Total club    | 43    | 10    | 13     | 5                | 0                | 0                | 0                     | 0                     | 0                     | 48    | 10    | 13     |
| Bayern de Múnich · Alemania    | 1.ª           | 2010-11       | 27    | 1     | 4      | 3                | 1                | 1                | 7                     | 0                     | 0                     | 37    | 2     | 5      |
| Bayern de Múnich · Alemania    | 1.ª           | 2011-12       | 31    | 4     | 9      | 6                | 1                | 1                | 14                    | 2                     | 5                     | 51    | 7     | 15     |
| Bayern de Múnich · Alemania    | 1.ª           | 2012-13       | 24    | 6     | 8      | 4                | 0                | 0                | 9                     | 3                     | 0                     | 37    | 9     | 8      |
| Bayern de Múnich · Alemania    | 1.ª           | 2013-14       | 29    | 2     | 4      | 7                | 1                | 2                | 15                    | 1                     | 2                     | 51    | 4     | 8      |
| Bayern de Múnich · Alemania    | Total club    | Total club    | 130   | 13    | 27     | 24               | 4                | 5                | 52                    | 7                     | 10                    | 206   | 24    | 42     |
| Real Madrid C. F. · España     | 1.ª           | 2014-15       | 36    | 2     | 8      | 4                | 0                | 1                | 15                    | 0                     | 5                     | 55    | 2     | 14     |
| Real Madrid C. F. · España     | 1.ª           | 2015-16       | 32    | 1     | 11     | 0                | 0                | 0                | 12                    | 0                     | 1                     | 44    | 1     | 12     |
| Real Madrid C. F. · España     | 1.ª           | 2016-17       | 29    | 3     | 12     | 5                | 0                | 1                | 14                    | 1                     | 4                     | 48    | 4     | 17     |
| Real Madrid C. F. · España     | 1.ª           | 2017-18       | 27    | 5     | 7      | 2                | 0                | 0                | 14                    | 0                     | 1                     | 43    | 5     | 8      |
| Real Madrid C. F. · España     | 1.ª           | 2018-19       | 28    | 0     | 4      | 4                | 0                | 0                | 11                    | 1                     | 2                     | 43    | 1     | 6      |
| Real Madrid C. F. · España     | 1.ª           | 2019-20       | 35    | 4     | 5      | 4                | 1                | 2                | 6                     | 1                     | 1                     | 45    | 6     | 8      |
| Real Madrid C. F. · España     | 1.ª           | 2020-21       | 28    | 3     | 10     | 2                | 0                | 0                | 12                    | 0                     | 2                     | 42    | 3     | 12     |
| Real Madrid C. F. · España     | 1.ª           | 2021-22       | 28    | 1     | 3      | 5                | 0                | 0                | 12                    | 2                     | 0                     | 45    | 3     | 3      |
| Real Madrid C. F. · España     | 1.ª           | 2022-23       | 30    | 2     | 4      | 7                | 0                | 0                | 15                    | 0                     | 2                     | 52    | 2     | 6      |
| Real Madrid C. F. · España     | 1.ª           | 2023-24       | 33    | 1     | 8      | 3                | 0                | 0                | 12                    | 0                     | 2                     | 48    | 1     | 10     |
| Real Madrid C. F. · España     | Total club    | Total club    | 306   | 22    | 70     | 36               | 1                | 4                | 123                   | 5                     | 20                    | 465   | 28    | 101    |
| Total carrera                  | Total carrera | Total carrera | 492   | 49    | 110    | 65               | 5                | 9                | 175                   | 12                    | 30                    | 732   | 66    | 149    |

## Palmarés

### Títulos nacionales
| Título                | Club              | País     | Año  |
| --------------------- | ----------------- | -------- | ---- |
| 1. Bundesliga         | Bayern de Múnich  | Alemania | 2008 |
| Copa de Alemania      | Bayern de Múnich  | Alemania | 2008 |
| Supercopa de Alemania | Bayern de Múnich  | Alemania | 2012 |
| 1. Bundesliga         | Bayern de Múnich  | Alemania | 2013 |
| Copa de Alemania      | Bayern de Múnich  | Alemania | 2013 |
| 1. Bundesliga         | Bayern de Múnich  | Alemania | 2014 |
| Copa de Alemania      | Bayern de Múnich  | Alemania | 2014 |
| Campeonato de Liga    | Real Madrid C. F. | España   | 2017 |
| Supercopa de España   | Real Madrid C. F. | España   | 2017 |
| Supercopa de España   | Real Madrid C. F. | España   | 2020 |
| Campeonato de Liga    | Real Madrid C. F. | España   | 2020 |
| Supercopa de España   | Real Madrid C. F. | España   | 2022 |
| Campeonato de Liga    | Real Madrid C. F. | España   | 2022 |
| Copa del Rey          | Real Madrid C. F. | España   | 2023 |
| Supercopa de España   | Real Madrid C. F. | España   | 2024 |
| Campeonato de Liga    | Real Madrid C. F. | España   | 2024 |

### Títulos internacionales
Nota * : incluyendo la selección
| Título                            | Equipo *              | Sede      | Año  |
| --------------------------------- | --------------------- | --------- | ---- |
| Liga de Campeones de la UEFA      | Bayern de Múnich      | Londres   | 2013 |
| Supercopa de la UEFA              | Bayern de Múnich      | Praga     | 2013 |
| Copa Mundial de Clubes de la FIFA | Bayern de Múnich      | Marruecos | 2013 |
| Copa Mundial de Fútbol            | Selección de Alemania | Brasil    | 2014 |
| Supercopa de la UEFA              | Real Madrid C. F.     | Cardiff   | 2014 |
| Copa Mundial de Clubes de la FIFA | Real Madrid C. F.     | Marruecos | 2014 |
| Liga de Campeones de la UEFA      | Real Madrid C. F.     | Milán     | 2016 |
| Supercopa de la UEFA              | Real Madrid C. F.     | Trondheim | 2016 |
| Copa Mundial de Clubes de la FIFA | Real Madrid C. F.     | Japón     | 2016 |
| Liga de Campeones de la UEFA      | Real Madrid C. F.     | Cardiff   | 2017 |
| Supercopa de la UEFA              | Real Madrid C. F.     | Skopie    | 2017 |
| Copa Mundial de Clubes de la FIFA | Real Madrid C. F.     | EAU       | 2017 |
| Liga de Campeones de la UEFA      | Real Madrid C. F.     | Kiev      | 2018 |
| Copa Mundial de Clubes de la FIFA | Real Madrid C. F.     | EAU       | 2018 |
| Liga de Campeones de la UEFA      | Real Madrid C. F.     | París     | 2022 |
| Supercopa de la UEFA              | Real Madrid C. F.     | Helsinki  | 2022 |
| Copa Mundial de Clubes de la FIFA | Real Madrid C. F.     | Marruecos | 2022 |
| Liga de Campeones de la UEFA      | Real Madrid C. F.     | Londres   | 2024 |

### Distinciones individuales
| Distinción                                                      | Año                          |
| --------------------------------------------------------------- | ---------------------------- |
| Balón de Oro del Europeo Sub-17                                 | 2006                         |
| Máximo goleador del Europeo Sub-17                              | 2007                         |
| Balón de Oro del Mundial Sub-17                                 | 2007                         |
| Bota de Bronce del Mundial Sub-17                               | 2007                         |
| Medalla Fritz Walter (categoría sub-18)                         | 2008                         |
| Equipo del Año de la Bundesliga                                 | 2010, 2012, 2014             |
| Equipo Ideal de la Liga de Campeones de la UEFA                 | 2014, 2015, 2016, 2017, 2018 |
| Equipo de las Estrellas de la Copa Mundial de Fútbol            | 2014                         |
| Máximo Asistente de la Copa Mundial de Fútbol                   | 2014                         |
| Máximo Asistente de la Copa Mundial de Clubes de la FIFA        | 2014, 2016                   |
| Equipo del Año de la UEFA                                       | 2014, 2016, 2017             |
| XI Mundial FIFA/FIFPro                                          | 2014, 2016, 2017, 2024       |
| Nominado al Balón de Oro                                        | 2014, 2015, 2016, 2017, 2024 |
| Mejor Constructor de Juego del Mundo (IFFHS)                    | 2014                         |
| Futbolista Alemán del Año                                       | 2014                         |
| Nominado al FIFA/FIFPro World XI                                | 2015, 2018, 2019             |
| Equipo del Torneo de la Eurocopa                                | 2016                         |
| Equipo Ideal de LaLiga para la UEFA                             | 2017                         |
| Equipo del Año de la IFFHS                                      | 2017                         |
| Futbolista del Año en Alemania                                  | 2018                         |
| Incluido en el once ideal de la década por Goal                 | 2019                         |
| Parte de los 100 mejores jugadores del mundo según The Guardian | 2022                         |
| Premio Golden Player                                            | 2024                         |

## Vida privada
Su padre, Roland Kroos, fue futbolista y su madre, Britta Kämmer, badmintonista en la República Democrática Alemana. Su hermano menor Felix Kroos también fue jugador profesional de fútbol.
En julio de 2024 realizó su primer proyecto futbolístico llamado Icon League, un torneo deportivo profesional basado en el fútbol rápido, pero con campos de juego más pequeños y menos jugadores en cancha. El producto involucró a varias celebridades y deportistas vinculados al fútbol alemán -como Franck Ribéry, Claudio Pizarro y David Alaba- y está pensado para ser transmitido por plataformas de streaming.

## Filmografía
- Kroos.[86] Documentación, 2019
- Kroos - La Familia y el Fútbol,[87] 2020